# Draba pennell-hazenii
Draba pennell-hazenii är en korsblommig växtart som beskrevs av Otto Eugen Schulz. Draba pennell-hazenii ingår i släktet drabor, och familjen korsblommiga växter. Inga underarter finns listade i Catalogue of Life.